# Underworld (album de Symphony X)
Pour les articles homonymes, voir Underworld.
Albums de Symphony X
Iconoclast
(2011)
Underworld est le neuvième album studio du groupe américain de metal Symphony X sorti le 24 juillet 2015 chez Nuclear Blast.

## Liste des titres
Toute la musique est composée par Michael Romeo, sauf si mention.
| No  | Titre              | Paroles               | Musique                 | Durée |
| --- | ------------------ | --------------------- | ----------------------- | ----- |
| 1.  | Overture           | instrumental          |                         | 2:13  |
| 2.  | Nevermore          | Romeo, Michael Lepond |                         | 5:29  |
| 3.  | Underworld         | Romeo, Lepond         | Romeo, Michael Pinnella | 5:48  |
| 4.  | Without You        | Romeo                 |                         | 5:51  |
| 5.  | Kiss of Fire       | Romeo, Lepond         |                         | 5:09  |
| 6.  | Charon             | Romeo, Lepond         | Romeo, Pinnella, Lepond | 6:06  |
| 7.  | To Hell and Back   | Romeo                 |                         | 9:23  |
| 8.  | In My Darkest Hour | Romeo                 |                         | 4:22  |
| 9.  | Run with the Devil | Russell Allen, Romeo  |                         | 5:38  |
| 10. | Swan Song          | Romeo, Lepond         | Pinnella, Romeo         | 7:29  |
| 11. | Legend             | Romeo                 | Romeo, Pinnella         | 6:29  |

## Crédits
- Russell Allen : chant
- Michael Romeo : guitare
- Michael Pinnella : clavier
- Michael Lepond : basse
- Jason Rullo : batterie